# Michael Grossert
 (avril 2022).
Si vous disposez d'ouvrages ou d'articles de référence ou si vous connaissez des sites web de qualité traitant du thème abordé ici, merci de compléter l'article en donnant les références utiles à sa vérifiabilité et en les liant à la section « Notes et références ».
Alois Josef Michael Grossert (né le 31 janvier 1927 à Sursee et mort le 9 mars 2014 à Paris 19e) est un artiste contemporain suisse.

## Biographie
Après un apprentissage de menuisier, Michael Grossert entre en 1948 à l'école des arts appliqués de Lucerne. De 1949 à 1953, il travaille dans l'atelier d'Albert Schilling à Arlesheim et suit des cours à l'Allgemeine Gewerbeschule Basel. Grossert vit à Bâle à partir de 1953 et épouse Gertrude Kirowitz en 1954. Ensemble, ils ont deux filles. De 1955 à 1960, il est professeur de dessin au collège de Sursee et de 1960 à 1966 au gymnasium d'Aarau.
Après son premier séjour à Paris en 1963, il y émigre avec sa famille en 1966. Il expose régulièrement son travail aux Salons Jeune Sculpture (à partir de 1966), Réalités Nouvelles (à partir de 1969) et au Salon de Mai (à partir de 1972). Le travail de Grossert comprend la sculpture, l'installation, la peinture, la gravure, le dessin, le vitrail, les multiples, la lithographie, la vidéo, la sérigraphie, la conception architecturale, l'environnement, le plastique, l'art public et l'art conceptuel. Après des débuts figuratifs dans le ciment, la pierre et le plâtre, il développe à la fin des années 1950 un langage formel de plus en plus abstrait. Au début des années 1960, les objets deviennent plus dynamiques et interagissent plus fortement avec l'espace. Les œuvres dans lesquelles un déséquilibre statique est simulé optiquement par la disposition des objets entrent dans la même phase. Avec Horizons Spatiaux (1964-1965), la discontinuité de l'espace devient le thème central de l'artiste.

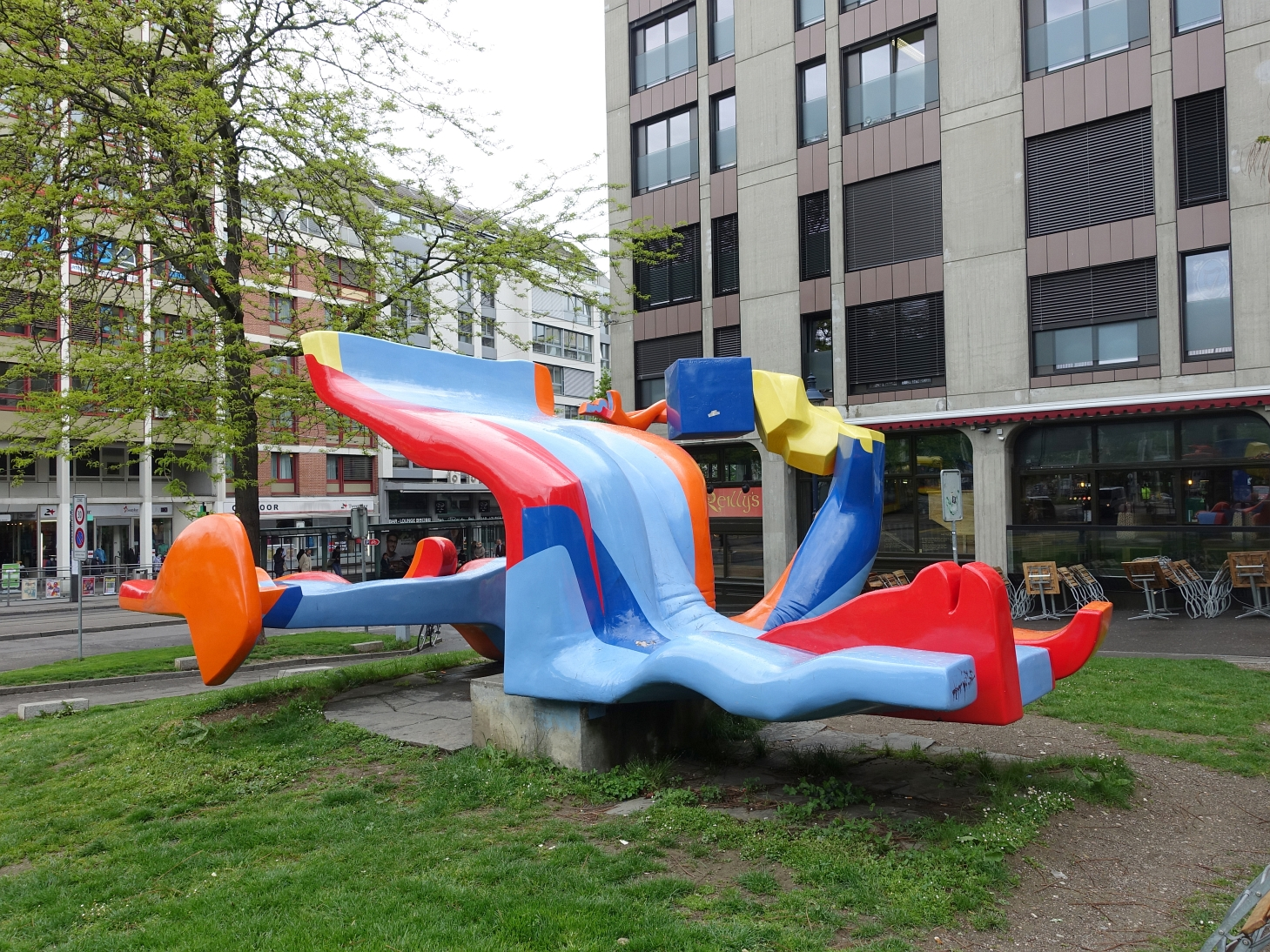
Lieu dit, 1975, Bâle.

Vers 1966, Grossert découvre comme support le plastique qui peut être façonné de n'importe quelle manière. Les Transformateurs (1966-1967), qui peuvent être assemblés de différentes manières, conduisent à des paysages en polyester polychrome comme Zone infinie (1968) et Lieudit I (1970-1972). À partir de 1972, Grossert s'occupe des reflets. Initialement, une feuille de plexiglas façonnée servait à réfracter la lumière et l'espace (Réflexion d'espace II, 1973). Viennent ensuite des travaux avec un miroir transparent comme surface de réflexion et de projection : les images des sculptures juxtaposées se superposent à la paroi de verre.
À partir du milieu des années 1970, la principale préoccupation artistique de Grossert est la visualisation des processus perceptifs. Dans ses installations en grande salle, le visiteur se voit confier un rôle actif dans la création d'images immatérielles. Vers 1980 s'y ajoutent des œuvres dont l'effet de profondeur s'opère par l'échelonnement de croisillons peints.
En 1977, Grossert est cofondateur du « Groupe Espasme » et de 1986 à 1992 membre du conseil central du GSBMA et en 1987 membre du comité directeur du Salon de Mai.
En 1990, son atelier et une partie de l'œuvre de sa vie sont détruits par un incendie. À partir de 1991, Grossert vit avec Katja Lehr. Ils se marient en 1995 et ont un fils et une fille ensemble.